# Tour Taxi Europa
 (juillet 2021).
Si vous disposez d'ouvrages ou d'articles de référence ou si vous connaissez des sites web de qualité traitant du thème abordé ici, merci de compléter l'article en donnant les références utiles à sa vérifiabilité et en les liant à la section « Notes et références ».
Tour Taxi Europa est un album live de Stephan Eicher, enregistré à l'Ancienne Belgique, à Bruxelles, le 19 octobre 2003 et sorti en 2004.

## Réception
Selon l'édition française du magazine Rolling Stone, cet album est le 69e meilleur album de rock français.

## Liste des pistes
| No  | Titre                    | Durée |
| --- | ------------------------ | ----- |
| 1.  | Intro                    | 00:35 |
| 2.  | On nous a donné          | 03:15 |
| 3.  | Mon ami (guarda e passa) | 04:13 |
| 4.  | Cendrillon après minuit  | 04:09 |
| 5.  | Taxi Europa              | 04:32 |
| 6.  | Tant & tant              | 04:14 |
| 7.  | Venez danser             | 03:51 |
| 8.  | Rivière                  | 05:57 |
| 9.  | Gute Nacht               | 03:16 |
| 10. | Rien n'est si bon        | 04:26 |
| 11. | Louanges                 | 02:19 |
| 12. | Two people in a room     | 04:07 |
| 13. | Hemmige                  | 02:59 |
| 14. | Déjeuner en paix         | 02:51 |
| 15. | Les filles du Limmatquai | 02:09 |
| 16. | Elle vient me voir       | 02:11 |
| 17. | Pas d'ami (comme toi)    | 02:26 |
| 18. | Eisbär                   | 05:01 |
| 19. | La Chanson bleue         | 04:11 |
| 20. | E*                       | 07:36 |